# Secure Digital

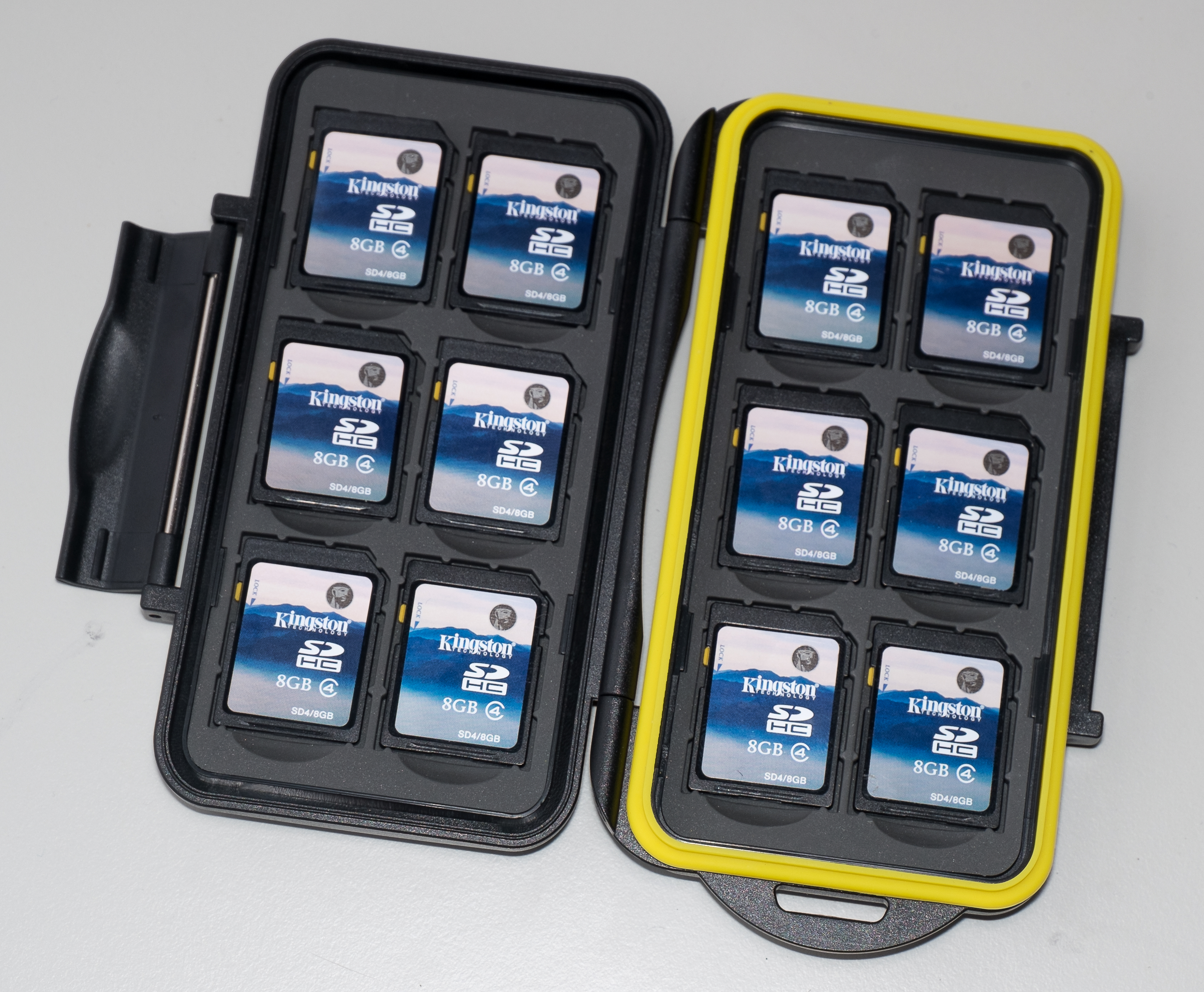
Vodotěsný box

Secure Digital (zkratka SD) je paměťová karta používaná v přenosných zařízeních včetně digitálních fotoaparátů, přenosných počítačů a mobilních telefonů či tabletů.

## Popis
Jako médium je použita flash paměť. SD karty byly vytvořeny na základě formátu MultiMediaCard (MMC), ale oproti tomuto staršímu formátu jsou silnější. DRM (správa digitálních práv) je přítomna, ale málo se používá. SD karty mají nejčastěji rozměry 32 × 24 × 2,1 mm, ale mohou být i tenčí – 1,4 mm jako MMC karty. Tyto karty (na rozdíl od MMC) mají malý postranní vypínač na ochranu proti nechtěnému zápisu. Pokud je nastaven na LOCK, je blokován zápis (nelze data měnit, mazat nebo přidávat), v pozici OPEN jsou zápisy povoleny. Přepínač nemá vliv na činnost karty, jeho pozice je pouze detekována slotem, což znamená, že je možné ochranu obejít.

## Rychlosti
Rychlostní třídy SD karet definuje SD Asociace, která ve svém dokumentu  udává pět rychlostních tříd karet: 0, 2, 4, 6 a 10. Čísla (kromě třídy 0, která platí pro staré karty vyrobené před zavedením specifikace tříd) vyjadřují tzv. výkonnost karty. Zjednodušeně řečeno je třída číselně rovna rychlosti zápisu dat na kartu v jednotkách MB/s, kde MB je 1000x1000 bajtů, na rozdíl od jednotky velikosti MiB, která udává 1024x1024 bajtů. (Jednotky jsou citovány ze zmíněného dokumentu.)
Karta vyhovuje dané třídě, je-li její rychlost vyšší než požaduje třída. Ve skutečnosti rychlost zápisu závisí mimo jiné na velikosti bloku dat, který se ukládá jednou operací zápisu. Zápis stejného množství dat více menšími bloky znamená nižší efektivní rychlost zápisu. Proto je definice výkonnosti karty složitější, je vyjádřena grafem a karta se považuje za vyhovující dané třídě, když se naměřené hodnoty rychlostí nacházejí vpravo nahoře nad definiční křivkou dané třídy.
V praxi je rychlost čtení vždy stejná nebo vyšší než rychlost zápisu a z toho důvodu se nově v tabulkách udává buď jen výkonnost karty, popsaná v předchozím odstavci, nebo rychlost zápisu. Dříve udávaný násobitel rychlosti, vztažený k velmi starým a pomalým kartám, již SD Asociace nepoužívá a nahradila jej definovanými třídami.
| Minimální výkonnost (sekvenční) | Třída rychlosti | Třída UHS    | Třída Video    | vhodné pro… |
| ------------------------------- | --------------- | ------------ | -------------- | --- |
| 2 MB/s                          | Class 2 (C2)    | –            | –              | SD video recording |
| 4 MB/s                          | Class 4 (C4)    | –            | –              | High-definition video (HD) recording včetně Full HD (od 720p do 1080p/1080i)                                                                    |
| 6 MB/s                          | Class 6 (C6)    | –            | Class 6 (V6)   | High-definition video (HD) recording včetně Full HD (od 720p do 1080p/1080i)                                                                    |
| 10 MB/s                         | Class 10 (C10)  | Class 1 (U1) | Class 10 (V10) | Full HD (1080p) video a posloupný záznam HD stillů (vysokorychlostní sběrnice), vysílání v reálném čase a velké soubory HD video (sběrnice UHS) |
| 30 MB/s                         | –               | Class 3 (U3) | Class 30 (V30) | Video soubory s rozlišením 4K a s 60/120 fps (sběrnice UHS)                                                                                     |
| 60 MB/s                         | –               | –            | Class 60 (V60) | Video soubory s rozlišením 8K a se 60/120 fps (UHS bus)                                                                                         |
| 90 MB/s                         | –               | –            | Class 90 (V90) | Video soubory s rozlišením 8K a se 60/120 fps (UHS bus)                                                                                         |

| Třída aplikačního výkonu | Minimální trvalá rychlost sekvenčního záznamu | Minimální náhodné čtení | Minimální náhodný zápis |
| ------------------------ | --------------------------------------------- | ----------------------- | ----------------------- |
| Class 1 (A1)             | 10 MB/s                                       | 1500 IOPS               | 500 IOPS                |
| Class 2 (A2)             | 10 MB/s                                       | 4000 IOPS               | 2000 IOPS               |

Poznámky:
- Třídy UHS U1 a UHS U3 vyžadují pro plnou funkčnost speciální sběrnici (UHS Bus)
- U některých karet A2 (command queueing) v Linuxu nefunguje (např. Samsung) kvůli chybě v implementaci.[2]

| Interface sběrnice | Logo karty       | Logo sběrnice | Rychlost sběrnice                                                                      | Spec verze |
| ------------------ | ---------------- | ------------- | -------------------------------------------------------------------------------------- | ---------- |
| Výchozí rychlost   | SD · SDHC · SDXC | —             | 12.5 MByte/s                                                                           | 1.01       |
| Vysoká rychlost    | SD · SDHC · SDXC | —             | 25 MByte/s                                                                             | 2.00       |
| UHS-I              | SDHC · SDXC      | I             | 12.5 MByte/s (SDR12) 25 MByte/s (SDR25) 50 MByte/s (SDR50, DDR50) 104 MByte/s (SDR104) | 3.01       |
| UHS-II             | SDHC · SDXC      | II            | 156 MByte/s (FD156) 312 MByte/s (HD312)                                                | 4.00/4.10  |
| UHS-III            | SDHC · SDXC      | III           | 312 MByte/s (FD312) 624 MByte/s (FD624)                                                | 6.0        |

## SDHC (SD 2.0)
SDHC (Secure Digital High Capacity) je nástupnickou technologií výroby karet SD. Mezi klíčová pozitiva se řadí především možnost výroby paměťových karet s kapacitou nad 2 GiB, což je limit předchozí technologie SD. Naopak negativem SDHC je absence zpětné kompatibility se staršími čtečkami SD karet. Nové SD čtečky a zařízení (fotoaparáty, hudební přehrávače, telefony atd.) s podporou SDHC jsou již zpětně kompatibilní v tom smyslu, že dokáží číst/zapisovat i na všechny starší SD karty. SDHC přináší kapacitu až 32 GiB.
U SDHC karet se nově zavádí označení minimální rychlosti zápisu podle tříd, které je uvedeno pod logem SDHC. Označení třídy odpovídá přenosové rychlosti v MB/s (viz tabulka). Celková rychlost přenosu záleží na kartě v kombinaci se čtečkou. Každá kombinace karty a čtečky dává jiné výsledky. Čím starší anebo univerzálnější USB čtečka, tím horší výsledky. Teoretická (dosud nedosažená) rychlost přenosu dat je limitována rychlostí rozhraní USB 2.0 Hi-Speed – 60 MB/s. Panasonic (jeden z iniciátorů SD formátu) ohlásil, že vyvine čtečku s přenosem 40 MB/s.

## SDXC (SD 3.0)
SDXC (Secure Digital eXtended Capacity) je již třetí vylepšenou technologií výroby karet SD. Hlavním přínosem má být výroba až 2TB karet. Úplně první kartu SDXC na světě vyrobila firma Pretec v první polovině roku 2009. Sériová výroba SDXC začala v polovině prosince 2009.
V současné době se běžně prodávají SDXC karty o kapacitách 64 až 512 GiB v klasickém SD formátu, resp. 64 až 256 GiB v provedení microSD. Přenosová kapacita tohoto standardu by měla dosahovat až 2400 Mb/s. Reálně jsou dosahovány rychlosti okolo 480 Mb/s pro čtení a do 280 Mb/s pro zápis (srovnatelné s USB 2.0).
Na kartách standardu SDXC je využíván nový systém souborů nazvaný exFAT, který umožňuje obejít hranici maximální velikosti souboru 4 GiB, kterou přinášel systém FAT32. Tento systém souborů však většinou není podporován staršími zařízeními podporujícími pouze standard SDHC, proto lze dle oficiálních doporučení používat SDXC karty jen v SDXC zařízeních.. Použitím různých neoficiálních nástrojů jako fat32format je však možné i SDXC karty zformátovat na systém souborů FAT32 a s určitými omezeními je pak využívat i v zařízeních pro SDHC.
V modernějších zařízeních jako PC a smartphony můžete používat jakékoli jiné souborové systémy např. Ext. Taky můžete vytvářet více oddílů úplně stejně jako na jiných úložištích.

Logo SD
Logo SDHC
Logo SDXC
Značení některých tříd SDHC

## Velikosti SD karet
| Velikost            | šířka [mm] | délka [mm] | tloušťka [mm] | počet pinů |
| ------------------- | ---------- | ---------- | ------------- | ---------- |
| standardní velikost | 24         | 32         | 2,1           | 9          |
| miniSD              | 20         | 21,5       | 1,4           | 11         |
| microSD             | 11         | 15         | 1             | 8          |

Formáty SD karet

Podobná karta MMC má stejnou velikost jako standardní SD, ale chybí jí 9. pin (zcela nalevo)
Všechny karty jsou co do svého tvaru řešeny tak, aby šly do čtecího zařízení zasunout pouze jedním způsobem. MiniSD je rozšířeno méně, ale formát MicroSD je velmi populární jako rozšiřitelná paměť do tabletů, chytrých telefonů, MP3/MP4 přehravačů, popřípadě dalších mobilních zařízení a spotřební elektroniky.
Běžně existují adaptéry z mini-SD a mikro–SD na standardní velikost SD, lze najít i adaptéry (de facto čtečky) o velikosti SD karty s konektorem do USB.

## Výhody a nevýhody karet Secure Digital

### Výhody
- Velmi nízká a rychle klesající pořizovací cena
- Miniaturní provedení
- Dobrá přenosová rychlost
- Veliké rozšíření
- Univerzálnost

### Nevýhody
- Starší zařízení jsou schopna využívat pouze standardu SD, nikoliv SDHC, který ovšem starší typy rychle vytlačuje, a už vůbec ne SDXC